# Polistes luctuosus
Polistes luctuosus är en getingart som först beskrevs av Smith 1858.  Polistes luctuosus ingår i släktet pappersgetingar, och familjen getingar. Inga underarter finns listade i Catalogue of Life.